# Rees (Allemagne)
Pour les articles homonymes, voir Rees.
Rees est une ville allemande dans l'arrondissement de Clèves, en Rhénanie-du-Nord - Westphalie. Elle se situe sur la rive droite du Rhin, à 20km à l'ouest de Clèves.

## Galerie

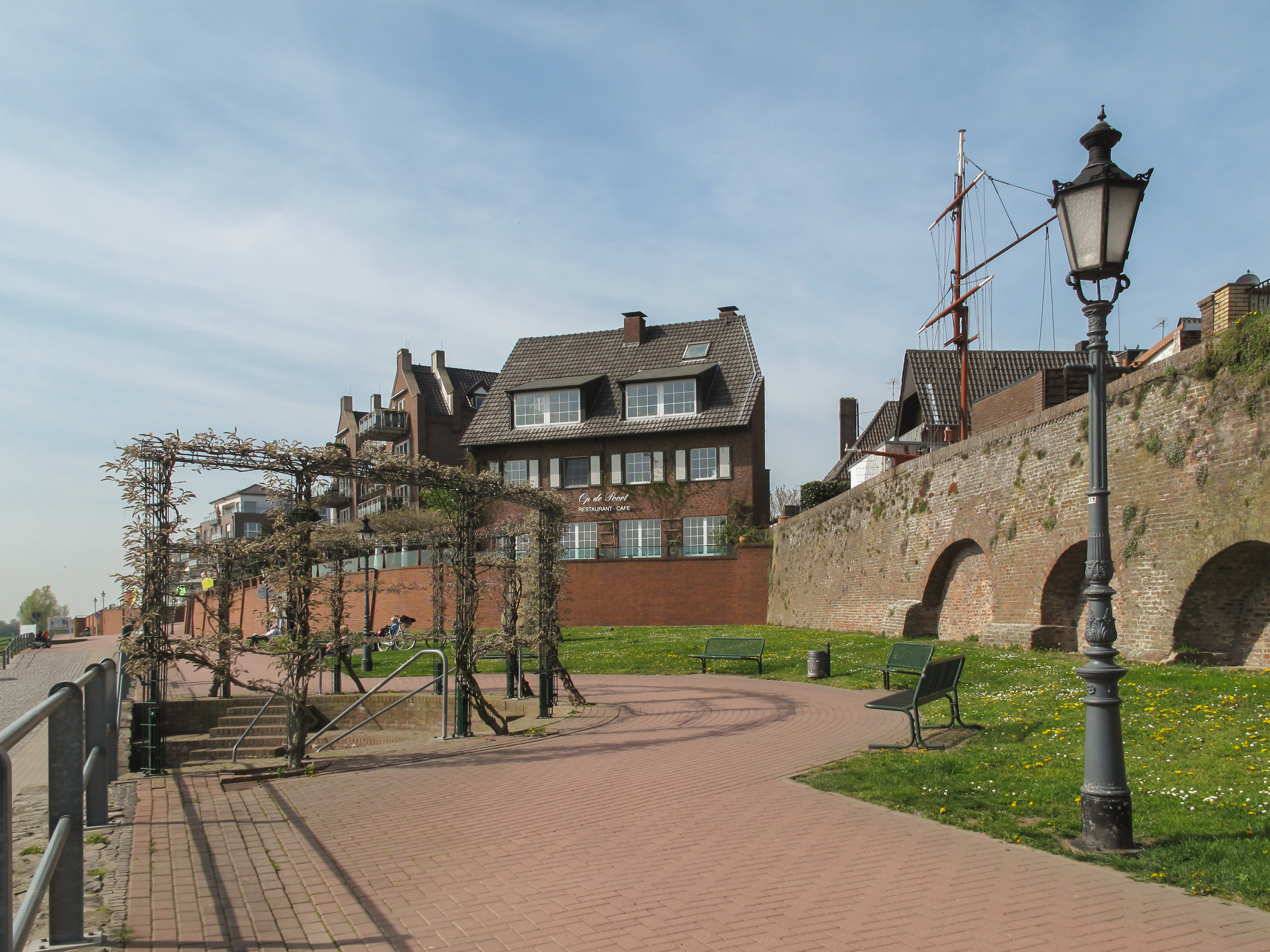
Rees, près de l'ancien muret
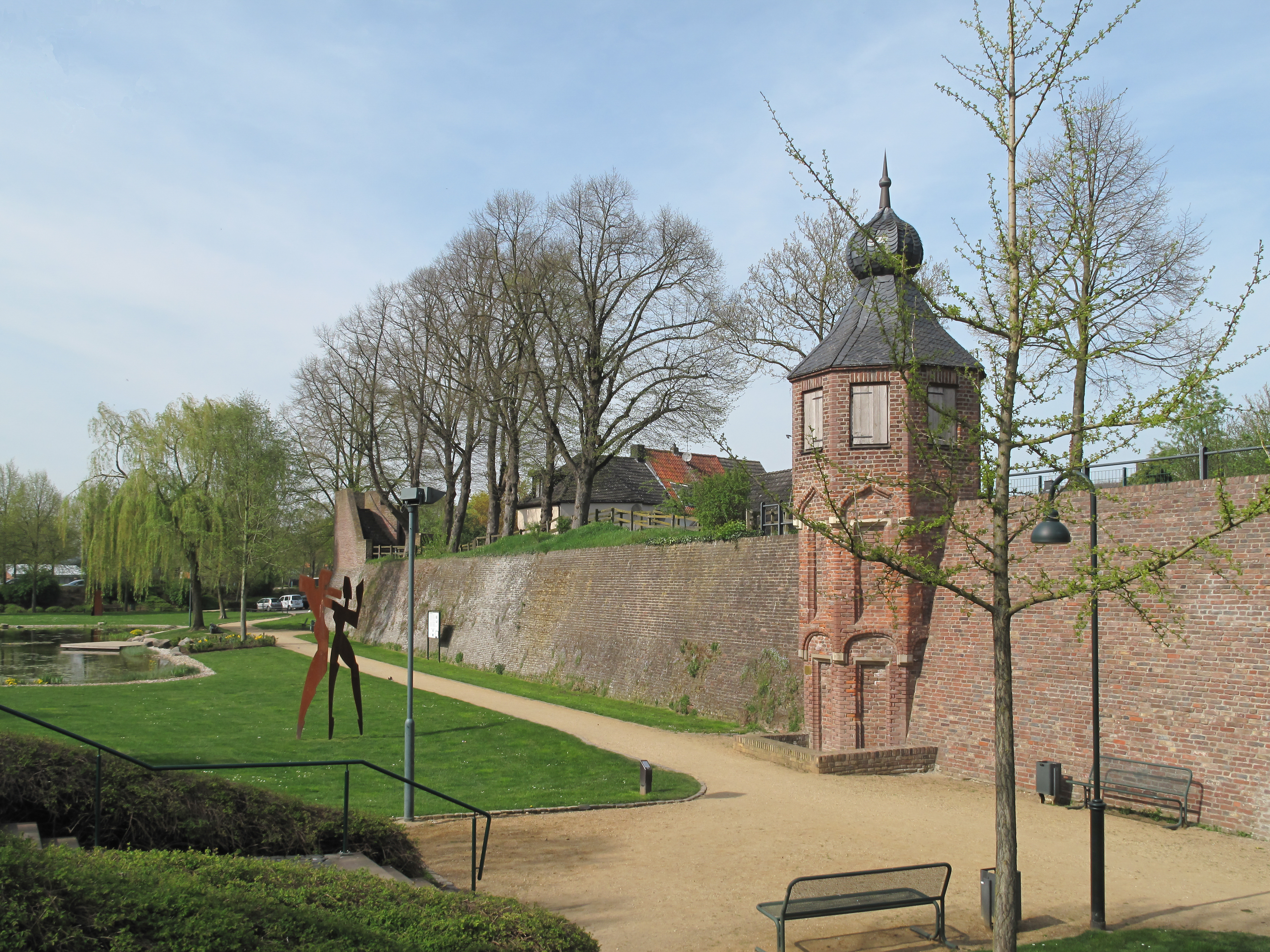
Rees, le tour et l'ancien muret
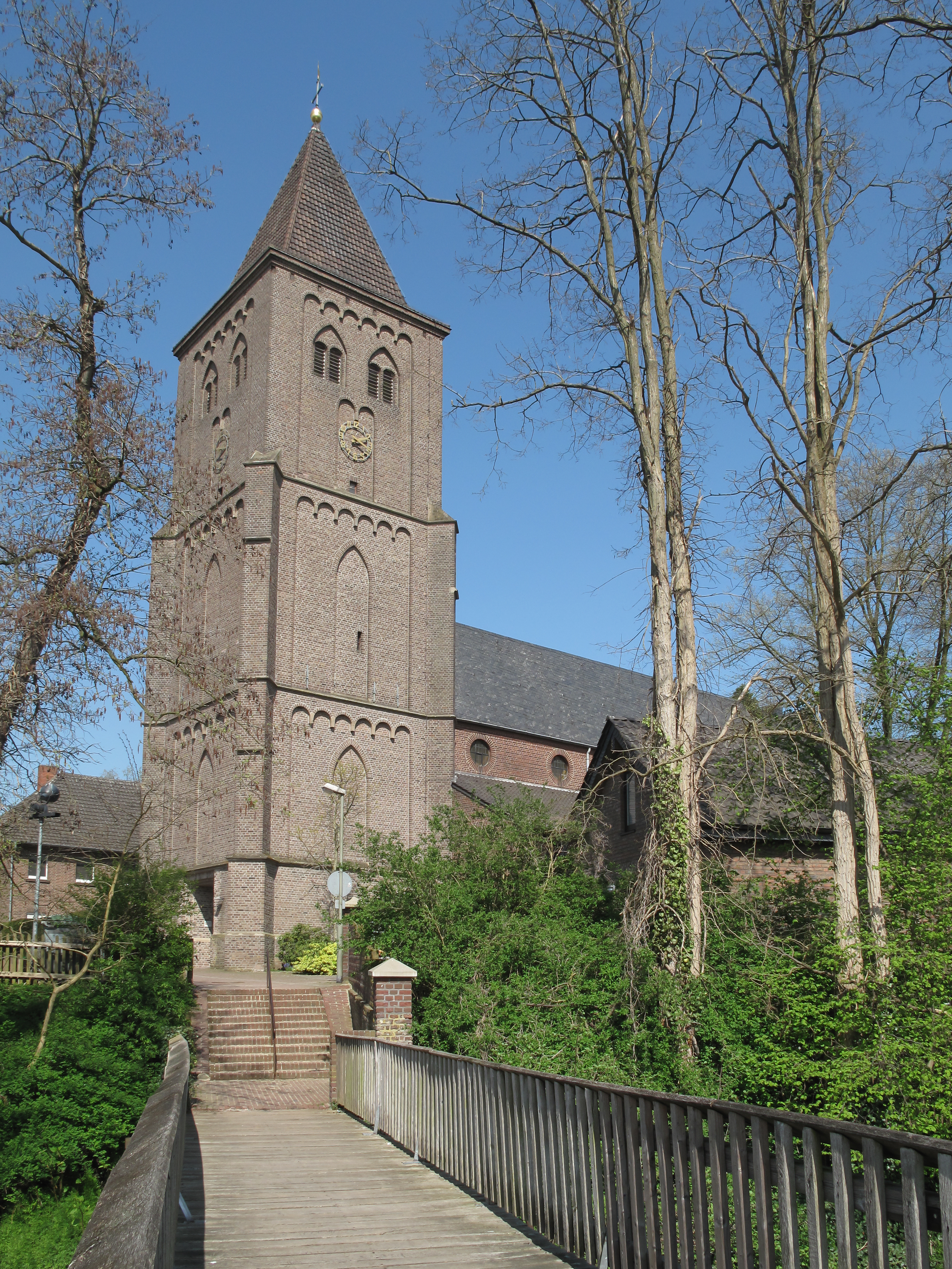
Mehr, église
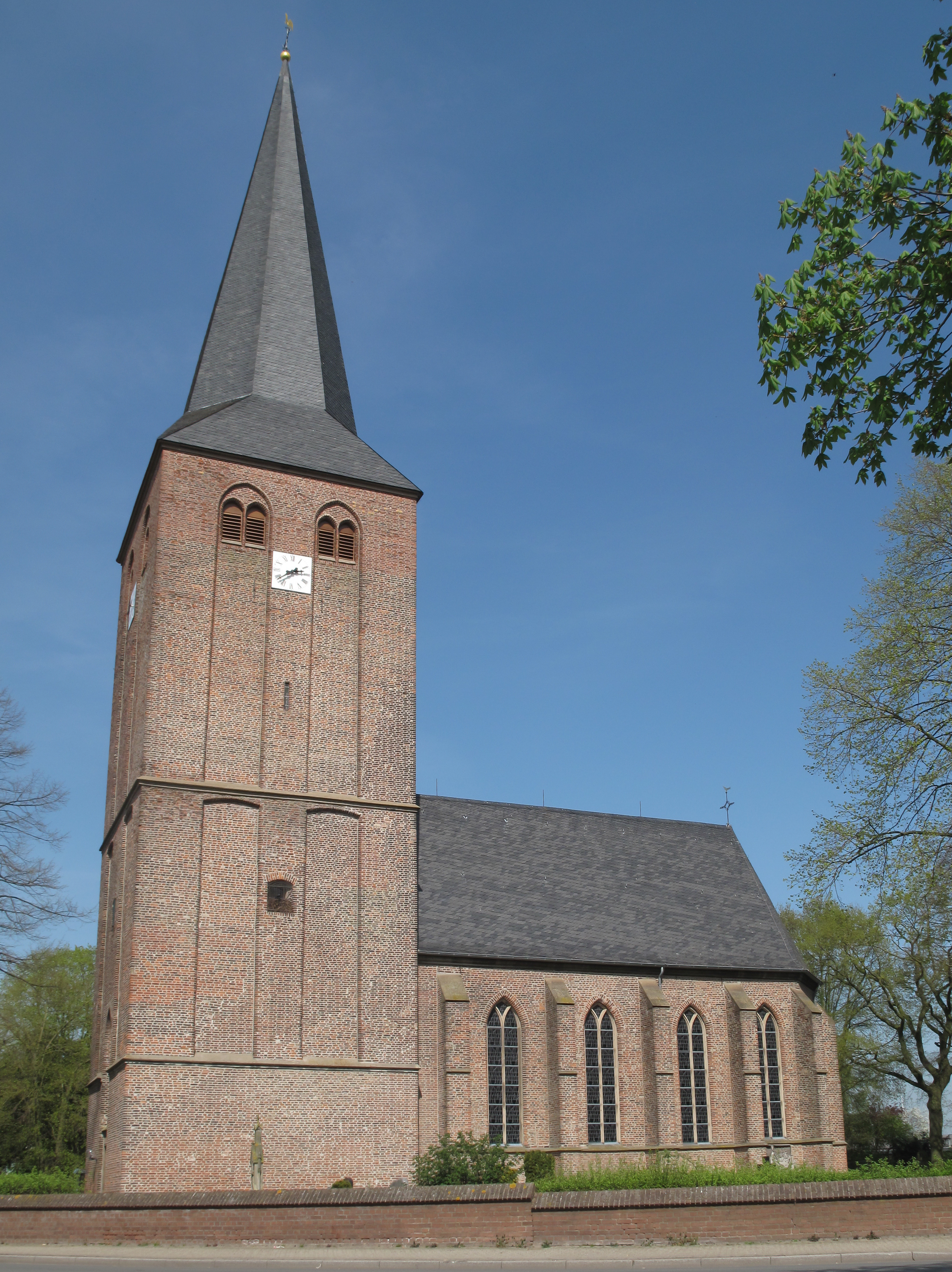
Haffen, église

## Histoire
| Appartenances historiques Électorat de Cologne 953-1417 Comté de Clèves 1392-1417 Duché de Clèves 1417-1795 Royaume de Prusse 1795-1806 Grand-duché de Berg 1806-1811 Empire français (Lippe) 1811-1814 Royaume de Prusse (Province de Juliers-Clèves-Berg) 1815-1822 Royaume de Prusse (Province de Rhénanie) 1822-1918 Empire allemand 1871-1918 République de Weimar 1918-1933 Reich allemand 1933-1945 Allemagne occupée 1945-1949 Allemagne de l'Ouest 1949–1990 Allemagne 1990-présent |

À l'origine de la ville on trouve un village franc daté entre les VIe et IXe siècles. En 1228, elle est reconnue comme municipalité par l'archevêque de Cologne.
De novembre 1944 à mars 1945, un camp de travail forcé est construit dans la ville. 5 000 prisonniers de différents pays, dont plus de la moitié des Pays-Bas, y effectuent des travaux dans des conditions inhumaines. Environ 10% des prisonniers périssent pendant cette période.
En 1945, vers la fin de la Seconde Guerre mondiale, la ville est presque totalement détruite par les bombardements alliés ayant précédé la traversée du fleuve et leur entrée en Allemagne.

## Personnalités liées à la ville
- Rijcklof van Goens (1619-1682), homme politique né à Rees.
- Jan Maurits Quinkhard (1688-1772) peintre né à Rees.
- Ernst von Bernuth (1833-1923), peintre né au château d'Aspel (de)
- Karl Leisner (1915-1945), prêtre né à Rees.
- Reiner Pommerin (1943-2024), historien né à Rees.